# Poblat talaiòtic de Torrellisar
El poblat de Torrellisar (Alaior, Menorca) es troba molt alterat per les feines agrícoles i ramaderes que s'hi han realitzat al llarg dels segles, després del seu abandonament, però s'hi poden veure una sèrie de restes, entre les quals destaca la taula. S'hi accedeix des de la carretera d'Alaior a Cala en Porter. En el punt quilomètric 5,5, a la dreta, es pren el camí rural de Cotaina, i a 400 metres a l'esquerra hi ha el jaciment.
El recinte de la taula es troba també molt transformat. Presenta un mur interior de pedra en sec de mida petita, d'època recent, que no se sap exactament amb quina finalitat es va construir, però constitueix un element interessant per si mateix, com a construcció etnològica de pedra en sec. Té 6 pilastres encaixades al mur. S'accedeix a l'interior per un corredor cobert amb lloses, de 3 metres de llarg, i 1,20 metres d'ample. L'interior del recinte té la planta circular (de 8,70 metres de diàmetre, aproximadament). La taula es conserva en bon estat. Les mides de la taula són considerables: l'alçada de la pedra de suport és de 2,59 metres (la part visible sobre el nivell del terra, de forma que pot ser que sigui més alta).
Els recintes de taula eren edificis religiosos, on sabem, per excavacions arqueològiques realitzades en altres jaciments, que s'hi celebraven rituals que implicaven el consum de vi i carn durant el talaiòtic final, a partir del 500 aC aproximadament. Sobre aquest cas concret no en tenim dades, ja que mai ha estat objecte d'una intervenció arqueològica.

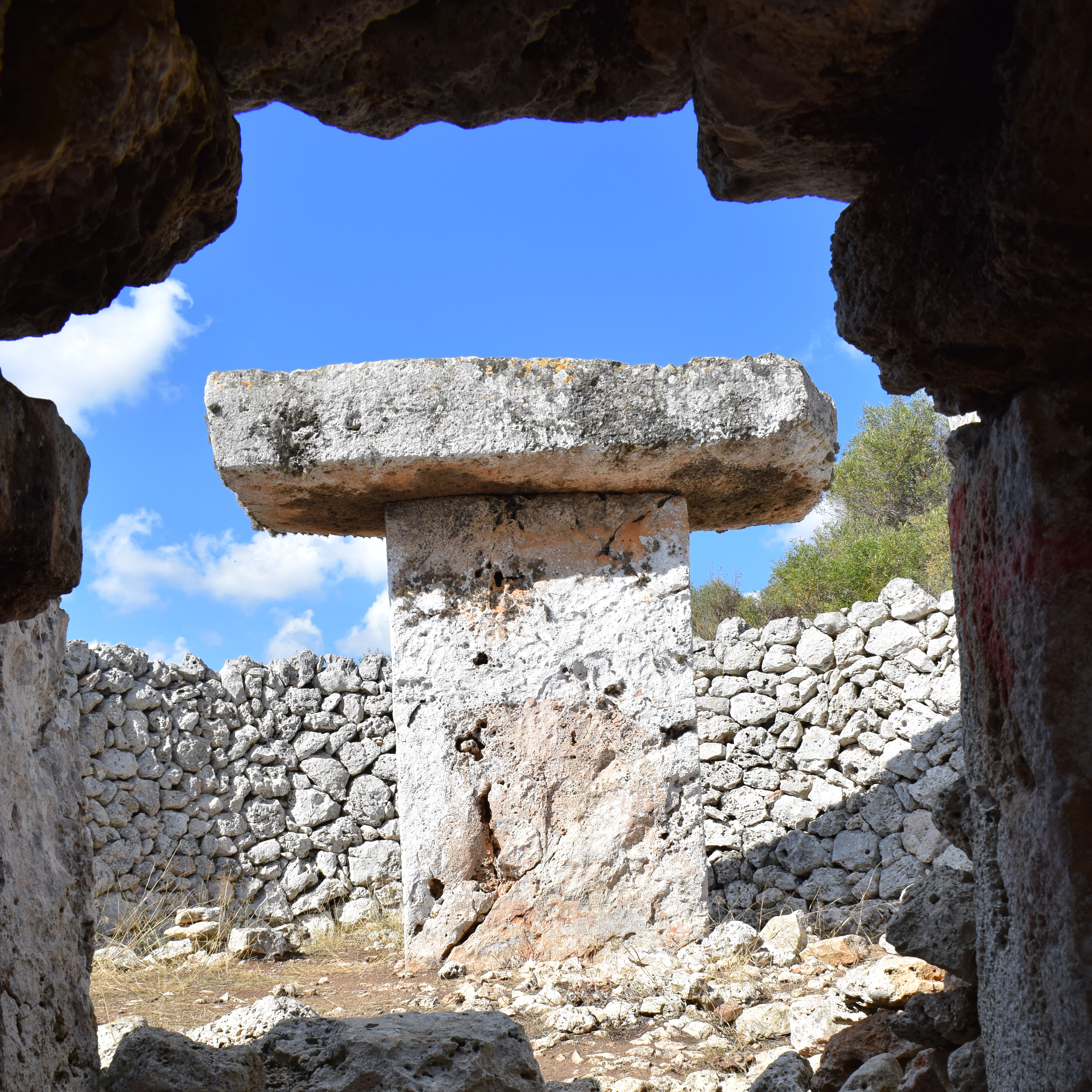
Vista de la taula de Torrellisar des de l'entrada del recinte

El poblat conserva també les restes de dos talaiots molt emmascarats per les construccions modernes, un dels quals sembla que té una cambra interior. La funció dels talaiots, les grans torres troncocòniques construïdes amb tècnica ciclòpia, que donen nom a la cultura talaiòtica, no es coneix encara amb certesa. El jaciment presenta també restes d'altres estructures disperses per tota la zona arqueològica.
Cronologia:
des d'inicis de l'època talaiòtica (bronze final) fins al talaiòtic final (edat del ferro). Reutilitzat en època contemporània.